# Alexander Kucharski

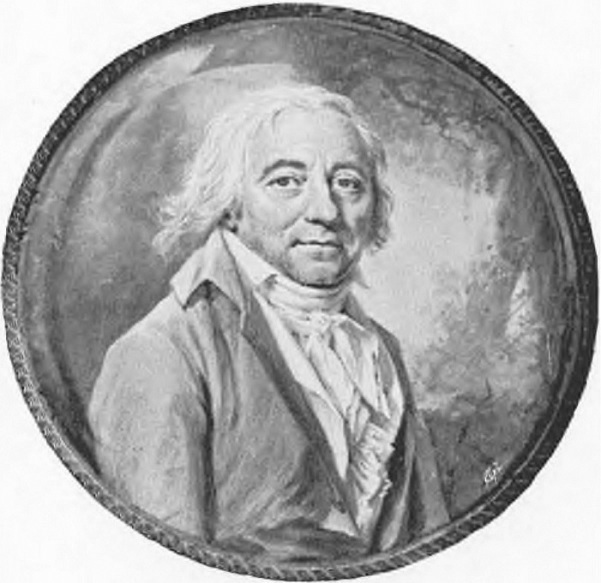
Jean-Charles Nicaise Perrin: Alexander Kucharski, 1797

Alexander Kucharski, auch Aleksander Kucharski (* 18. März 1741 in Warschau; † 5. November 1819 in Paris) war ein polnischer Maler, der vorwiegend in Frankreich arbeitete.
In seiner Jugend war Kucharski Page beim polnischen König Poniatowski und erlernte dann das Malerhandwerk im Studio von Marcello Bacciarelli. Danach ging er nach Paris und studierte von 1760 bis 1769 bei Joseph-Marie Vien und Carle van Loo an der Académie royale. Von 1776 bis 1778 befand sich Kucharski im Gefolge der Prinzen von Condé.
Kucharski entwickelte sich zu einem von der polnischen und der französischen Aristokratie sehr geschätzten Porträtmaler. Er malte u. a. Porträts von Marie-Antoinette und ihren Kindern sowie von Katharina der Großen.
Nach Expertenmeinung wird seine Autorenschaft bezüglich des berühmten und vieldiskutierten Portraitspastells „Bella Potocka“, das Sophie Potocka darstellen soll, für möglich gehalten.
Sein Grabmal befindet sich auf dem Friedhof Père-Lachaise, Division 1.

## Galerie

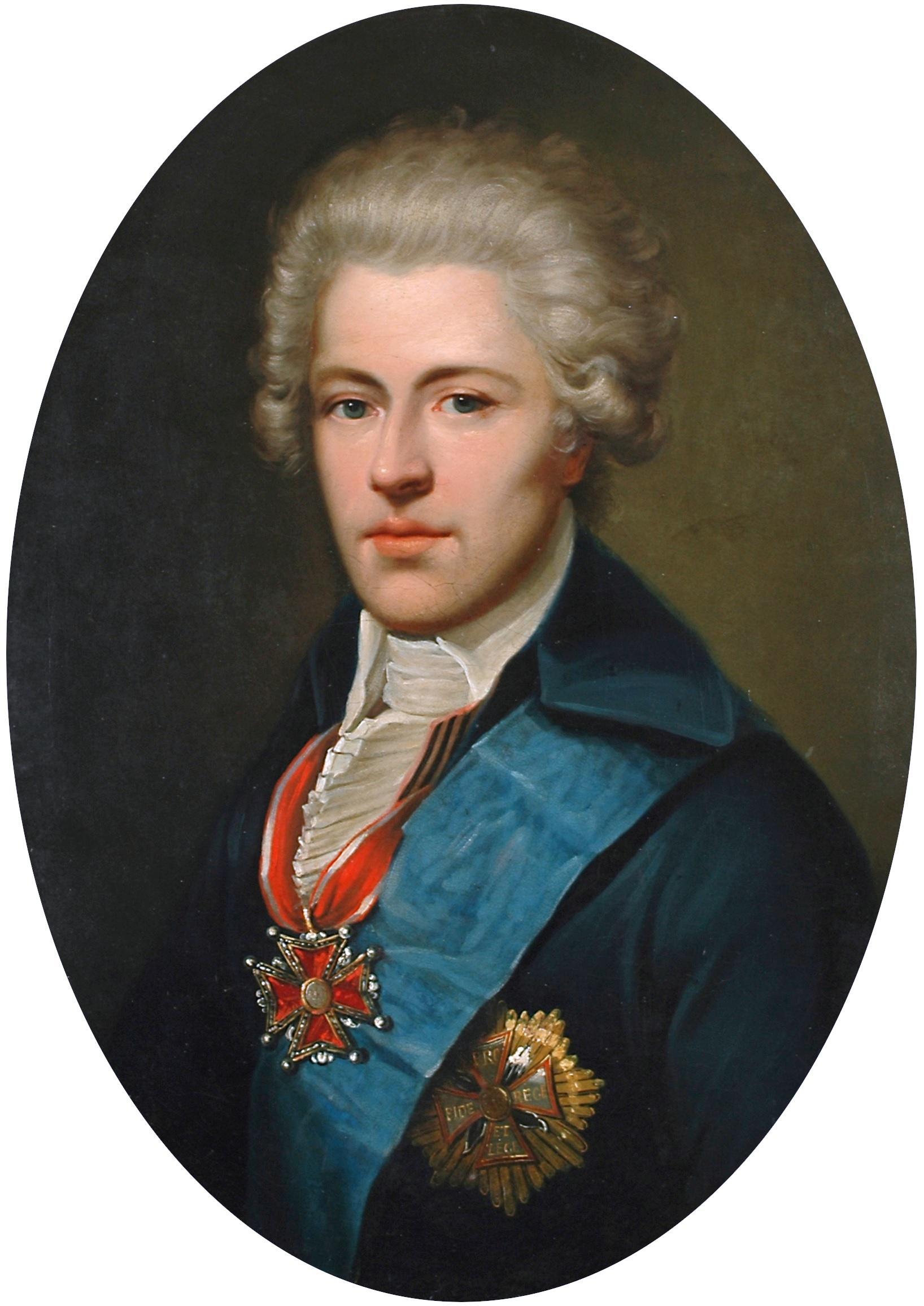
Ignacy Potocki
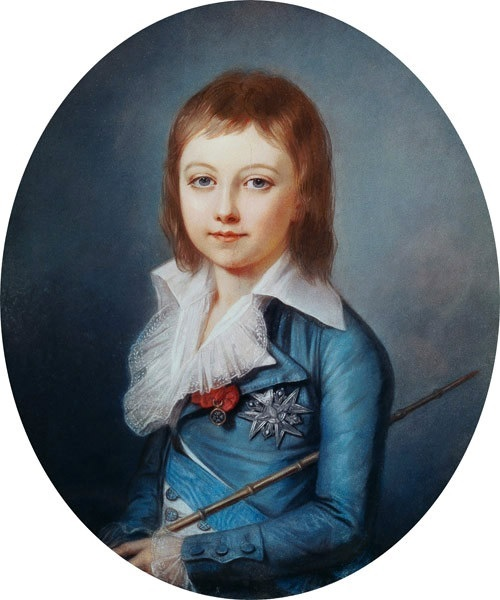
Louis Charles de Bourbon
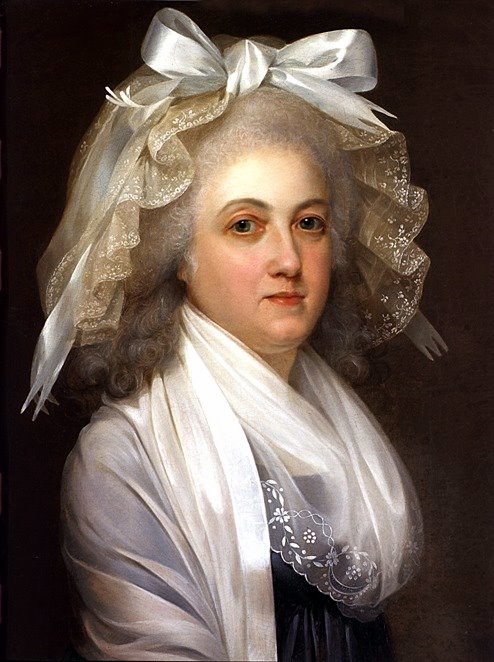
Marie-Antoinette